# Strumienno (województwo zachodniopomorskie)
Strumienno (niem. Syringe) – kolonia sołecka w Polsce położona w województwie zachodniopomorskim, w powiecie choszczeńskim, w gminie Bierzwnik. W latach 1975–1998 miejscowość administracyjnie należała do województwa gorzowskiego. W roku 2007 kolonia liczyła 80 mieszkańców. 

## Geografia
Kolonia leży ok. 3 km na wschód od Bierzwnika.

## Historia
Kolonia założona w XIX wieku z 509 mórg magdeburskich. W pobliżu kolonii rósł las bukowy. W 1840 doliczono się 24 domów. W 1925 roku były tutaj 23 domy i 99 mieszkańców. W roku 1939 miejscowość liczyła 90 mieszkańców.